# Treherredsstenen
Treherredsstenen er en 3 m høj granitstele ved Holme Å, lige syd for Holger Petersens villa Baldersbæk. Den er udført af billedhuggeren Anders Bundgaard og rejst i 1913 til minde om hedeopdyrkningen i landsdelen.
Da stenen blev rejst mødtes på dette sted Skast, Malt og Slavs Herreder. Siden 2007 har det været Varde, Billund og Vejen Kommuner, der mødes her.
Stenen prydes af 3 portrætter af henholdsvis Enrico Dalgas, kromand i Hovborg J.K. Sørensen og skovrider J.C. Sørensen, og under dem oplistninger af plantagerne i de respektive herreder.